# Compreignac
Compreignac é uma comuna francesa na região administrativa da Nova Aquitânia, no departamento de Alto Vienne. Estende-se por uma área de 47,62 km². Em 2010 a comuna tinha 1 863 habitantes (densidade: 39,1 hab./km²).